# Седусии
Седусии (или еудозы) — древнегерманское племя, близкое к гарудам; они входили в свевский военный союз Ариовиста, таким образом, совместная миграция обоих народов в Рейнский регион произошла до 58 г. до н.

## Название
Вместо формы sedusii, в которой начальное «s» может происходить от предшествующего Nemetes рукописи Орозия (6, 7), который черпает информацию у Цезаря, Цейс, Дункер и  Мюлленхоф заподозрили форму Eduses, Edures, Eudures, которая теперь считается более достоверной. Тогда значение их имени будет «потомки».

## История
Впервые упоминаются римским полководцем и писателем Юлием Цезарем в De Bello Gallico, его отчете о его войнах в Галлии. Около 70 года до н.э. различные германские племена вторглись на территорию галлов под предводительством принца Ариовиста в поисках новых поселений. Согласно Цезарю, галлы, находившиеся под протекторатом Римской империи, просили помощи у Рима. Затем Цезарь называет седусиев среди семи племен, которые он победил в битве на Рейне в 58 г. до н.э. Цезарь называет все эти племена германцами.
До  продвижения в Галлию седузии, как некоторые думают, занимали восточную часть Ютландии и принадлежали к группе англо-варнов. Рудольф Мух пишет, что, «вероятно, не будет ошибкой искать Eudusians среди германских племен, которые позже поселились в Англии».